# 나카도리섬

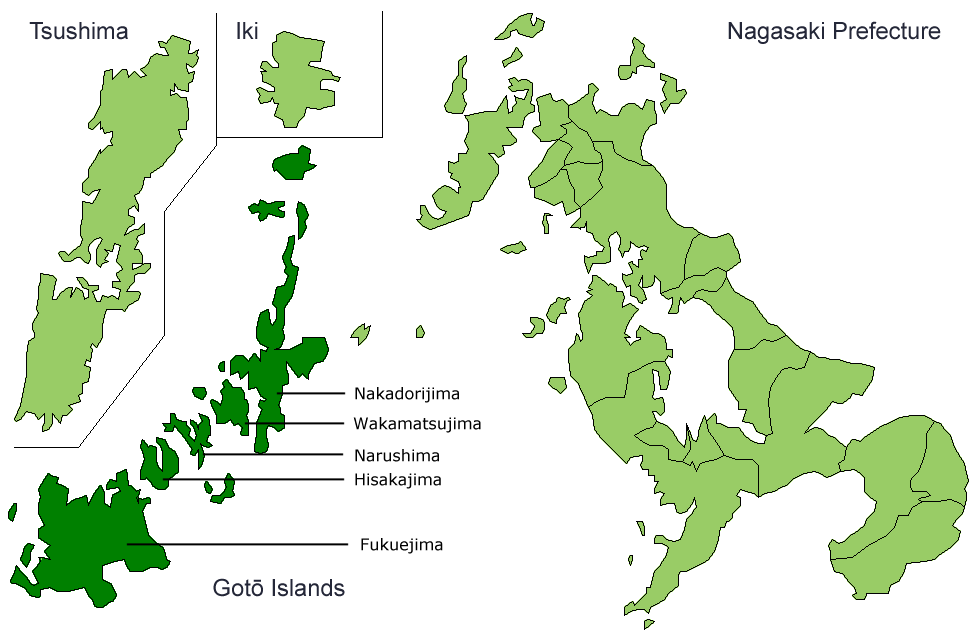
고토 열도에서 나카도리섬의 위치

나카도리섬(中通島)은 일본 규슈 본토로부터 약 50km 떨어진 동중국해에 떠있는 고토 열도를 구성하는 섬의 하나이다. 고토 열도 내에서는 와카마쓰섬의 동쪽에 있고 섬 전체가 나가사키현 미나미마쓰우라군 신카미고토정에 속한다.
면적은 168.34km2로 고토 열도에서는 후쿠에섬에 이어 2번째로 큰 섬이며 인구는 24,992명(2000년)이다. 고토 열도의 다른 섬들처럼 리아스식 해안으로 해안선이 복잡하다. 남서쪽의 와카마쓰섬과는 와카마쓰 대교로 연결되어있고 동쪽의 가시라가섬과는 가시라가시마 대교로 연결되어 있다.